# Polybothris zivetta
Polybothris zivetta es una especie de escarabajo del género Polybothris, familia Buprestidae. Fue descrita científicamente por Klug en 1833.

## Distribución geográfica
Habita en Madagascar.